# 米赫埃什蒂鄉 (奧爾特縣)
44°8′N 24°47′E / 44.133°N 24.783°E
米赫埃什蒂鄉（羅馬尼亞語：Comuna Mihăești, Olt），是羅馬尼亞的鄉份，位於該國南部，由奧爾特縣負責管轄，面積54平方公里，海拔高度114米，2007年人口1,880，人口密度每平方公里35人。